# Phascum nepalense
Phascum nepalense là một loài rêu thuộc họ Pottiaceae. Loài này được Brid. mô tả khoa học đầu tiên năm 1827.